# Пчелина (язовир на Струма)
Вижте пояснителната страница за други значения на Пчелина.
Пчелѝна (до 1976 г. – „Лобош“) е язовир в Югозападна България, област Перник, община Ковачевци.
В експлоатация е от 1974 г. Стената му е земнонасипна, с дължина над 600 m. Разположен е на река Струма, която се влива в него от югоизток и изтича при стената му на югозапад, близо до село Лобош. Източник на данни, относим към 1970-те години, когато язовирът е строен и влязъл в експлоатация, съобщава за негово разположение на река Светля, десен приток на река Струма, чието устие е залято от язовирните води. Името на язовира е свързано с намиралото се на това място изселено и заличено село Пчелинци.
В резултат на процеса на утаяване, на дъното на язовира са натрупани големи количества утайки. Дълбочината на язовира е над 18 m. Край него има почивни станции на БАН, както и изграден развлекателен комплекс с басейни и дискотека. Обиколката на язовира по брега е около 34 km, а площта му е 5,38 km². На брега на язовира се намира средновековната църква „Свети Йоан Летни“.